# Supercharger
Supercharger är en musikalbum av Machine Head från 2001.

## Låtar
1. "Declaration" - 1:11
2. "Bulldozer" - 4:35
3. "White-Knuckle Blackout!" - 3:14
4. "Crashing Around You" - 3:13
5. "Kick You When You're Down" - 4:10
6. "Only The Names" - 6:70
7. "All In Your Head" - 4:50
8. "American High" - 3:48
9. "Brown Acid" - 0:59
10. "Nausea" - 4:23
11. "Blank Generation" - 6:38
12. "Trephination" - 4:58
13. "Deafening Silence" - 5:33
14. "Supercharger" - 3:48